# ادموند کرافورد
ادموند کرافورد (انگلیسی: Edmund Crawford; ۳۱ اکتبر ۱۹۰۶ – ۱۳ دسامبر ۱۹۷۷)  بازیکن فوتبال  اهل بریتانیا بود.
از باشگاه‌هایی که در آن بازی کرده‌است می‌توان به باشگاه فوتبال لیتون اورینت و باشگاه فوتبال لیورپول اشاره کرد.